# Estany de Montcortès
L'estany de Montcortès és una formació d'origen càrstic prop de Montcortès de Pallars, a ponent d'aquest poble, a 1.030 m d'altitud. al terme municipal del Baix Pallars, a la comarca del Pallars Sobirà, dins del territori de l'antic terme de Montcortès de Pallars.
Juntament amb els estanys de Basturs és l'únic d'origen no glacial dels Pirineus. El seu perímetre, gairebé circular, és de 1.320 metres, i la fondària màxima, de 30 m. L'estany està inclòs dins el Pla d'Espais d'Interès Natural (espai MTC "Estany de Montcortès") i pertany també a la Xarxa Natura 2000 (espai ES5130019 "Estany de Montcortès"). L'espai protegit té una extensió de 46 hectàrees (0,46 km²).

## Hidrologia

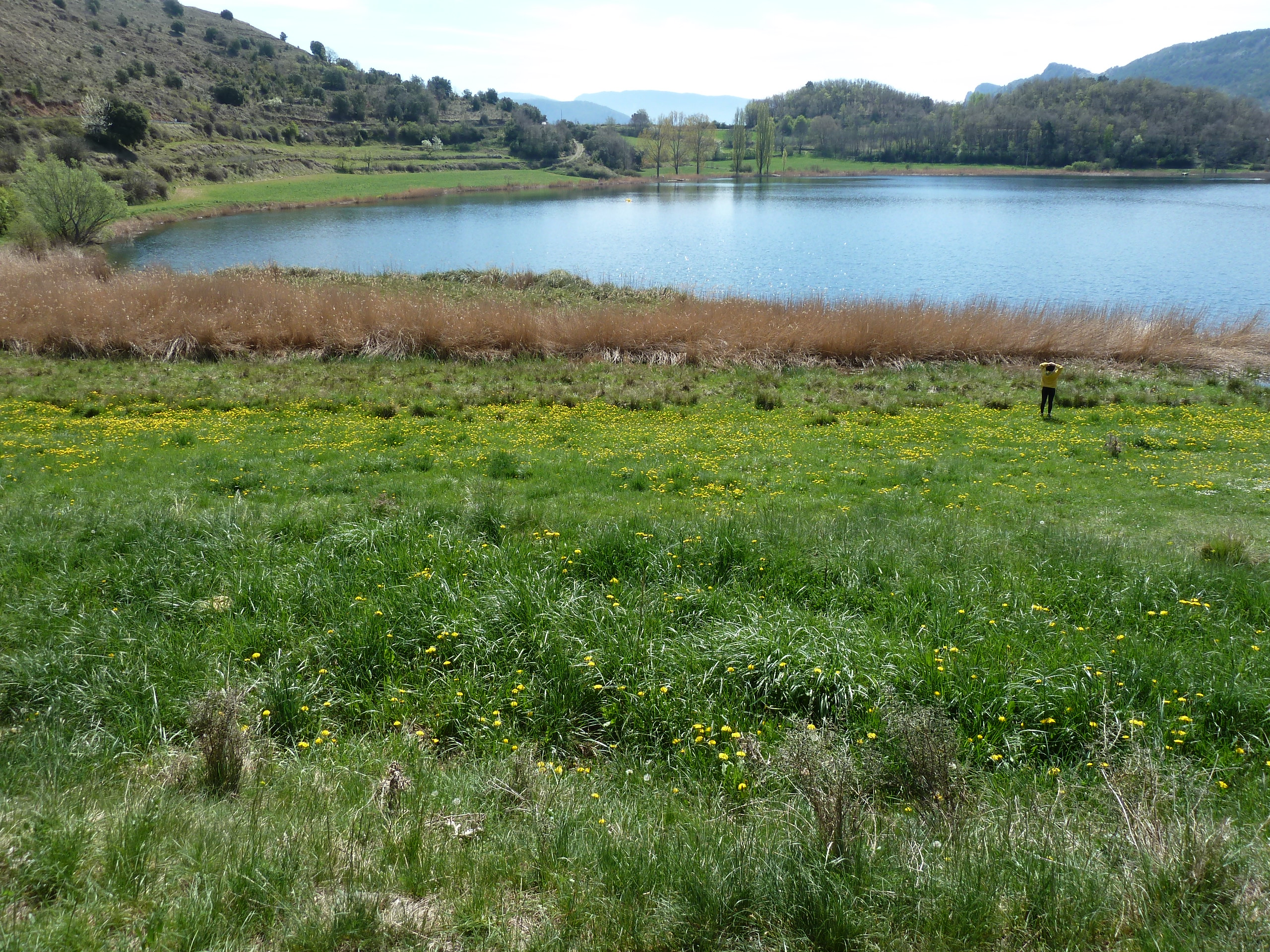
L'estany de Montcortès a la primavera

És un llac oligotròfic (les seves aigües són pobres en nutrients). La seva hidrologia està controlada fonamentalment per aportacions subterrànies que compensen les pèrdues que té el llac, tant per evaporació com per un petit rierol emissari que està situat a la seva vora nord.

## Flora
Presenta alguns elements en comú amb l'estany de Banyoles, situat al peu del sistema Transversal. Tots dos constitueixen sistemes lacustres excepcionals i de característiques úniques a Catalunya i a la península Ibèrica. És per això que s'ha de considerar aquest espai com d'interès especial i prioritari.
En destaquen especialment les biocenosis aquàtiques i terrestres de ribera. De les primeres, cal esmentar els herbassars de Potamogeton, i de les segones, els canyissars i herbassars inundats o jonqueres de grans ciperàcies (Magnocaricion). Aquestes comunitats formen un cinyell de vegetació que envolta l'estany. En aquest espai, es localitza l'alga de l'ordre de les carals Nitellopsis obtusa, espècie que, d'ençà de la seva desaparició dels estanys de Basturs, només es troba a Montcortès.

## Fauna
L'estany ofereix una diversitat de biòtops que afavoreixen la presència d'interessants poblaments faunístics. Així, per exemple, cal destacar la importància d'aquest estany com a àrea de nidificació per a alguns ocells, o per constituir l'hàbitat de notables espècies lligades al medi aquàtic, com és el cas del petit gastròpode Limnea stagnalis, espècie holàrtica d'ampla distribució a Europa, però força rara a la península Ibèrica.
La macrofauna existent és, principalment, Limnea stagnalis, àguila pescadora, ànec collverd i diverses espècies de peixos.

## Llegenda de l'estany de Montcortès

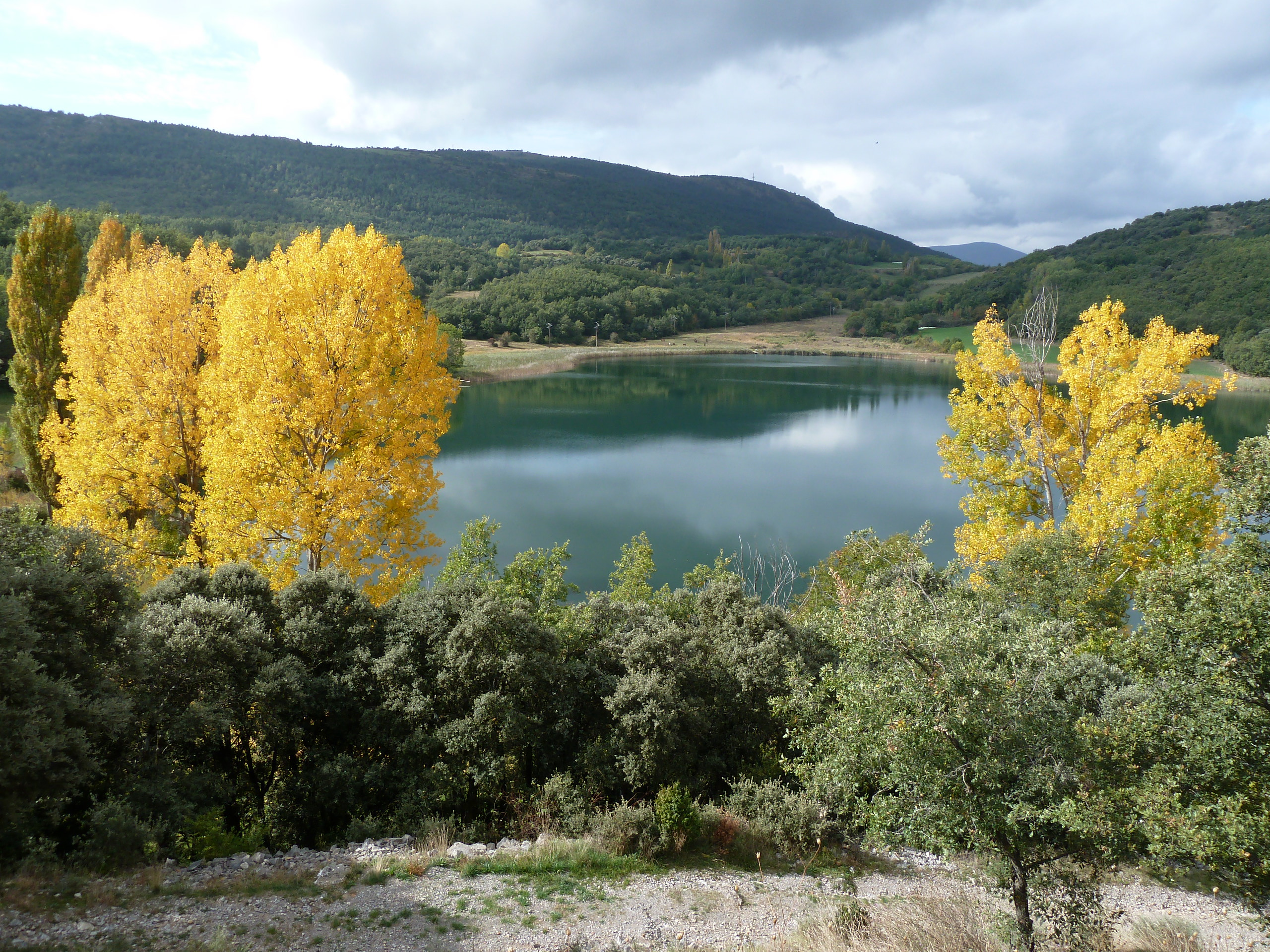
L'estany de Montcortès a la tardor

Com molts altres llocs del Pallars, aquest estany té la seva llegenda pròpia: en el lloc on hi ha ara l'estany de Montcortès hi havia, fa anys i panys, una ciutat esplendorosa. Un bon dia un captaire, més pobre que una rata, va passar casa per casa mendicant quelcom per treure el ventre de penes; no va aconseguir ni una engruna de pa: tal era la gasiveria dels habitants d'aquella ciutat. Quan ja se n'anava, albirà una dona que arribava amb una pastera al cap. Li demanà almoina i la dona li respongué que no tenia res més que el pa que duia a la pastera, calent, acabat de fer, i li n'oferí un tros, tot i dir-li que a casa seva eren molt pobres i carregats de canalla, i d'aquell pa n'havien de menjar tots. El captaire li agraí la caritat i, després de menjar un mos d'aquell pa, va dir a la dona que ella era l'única persona caritativa que havia trobat en tota la ciutat, i l'advertí que al vespre hi hauria una tempesta formidable que faria que la ciutat quedés submergida. Li digué que, passés el que passés, ni ella ni els seus sortissin de casa, que no els passaria res.
Actualment, encara es diu que la nit de Sant Joan, la nit màgica per excel·lència, es veu aparèixer la dona amb la pastera al cap i se senten venir del fons de l'estany els crits embogits dels habitants de la ciutat maleïda.